# Гривистый калот
Гривистый калот (лат. Bronchocela jubata) — вид крупных ящериц из семейства агамовых.

## Описание
Общая длина достигает 55—60 см. Голова и туловище крепкие и массивные. Окраска спины и брюха светло-зелёного цвета, горло — белое. На спине имеется рисунок из белых и голубых точек, которые иногда сливаются в поперечные или продольные полосы. Отличительной особенностью является высокий гребень из нескольких рядов увеличенной чешуи на шее, очень напоминает волосы или гриву. Гребень удлиняется на спине, но там чешуя намного меньше.

## Образ жизни
Любит дождевые тропические леса. Обитает на деревьях, низких кустарниках. Активен днём. Питается насекомыми, в частности бабочками, стрекозами, мухами.

## Размножение
Яйцекладущая ящерица. Самка откладывает в песчаный грунт 2 яйца.

## Распространение
Вид распространён на Андаманских и Никобарских островах (Индия), Филиппинах, островах Калимантане, Яве, Бали, Сулавеси, Каракелаг, Салибабу, Ниас, Сингкап (Индонезия).